# Dysdera tystshenkoi
Dysdera tystshenkoi là một loài nhện trong họ Dysderidae.
Loài này thuộc chi Dysdera. Dysdera tystshenkoi được miêu tả năm 1989 bởi Dunin.